# Atriplectides dubius
Atriplectides dubius is een schietmot uit de familie Atriplectididae. De soort komt voor in het Australaziatisch gebied.